# 1813 Imhotep
1813 Imhotep eller 7589 P-L är en asteroid i huvudbältet som upptäcktes den 17 oktober 1960 av den nederländsk-amerikanske astronomen Tom Gehrels och det nederländska astronomparet Ingrid van Houten-Groeneveld och Cornelis Johannes van Houten vid Palomarobservatoriet. Den är uppkallad efter det egyptiske universalgeniet Imhotep.
Asteroiden har en diameter på ungefär 19 kilometer.